# Psychotria moonii
Psychotria moonii är en måreväxtart som beskrevs av Joseph Dalton Hooker. Psychotria moonii ingår i släktet Psychotria och familjen måreväxter. Inga underarter finns listade i Catalogue of Life.